# Philochortus
Philochortus es un género de lagartos de la familia Lacertidae. Sus especies se distribuyen por Arabia, y el norte y este de África.

## Especies
Se reconocen las siguientes seis especies:
- Philochortus hardeggeri (Steindachner, 1891)
- Philochortus intermedius Boulenger, 1917
- Philochortus neumanni Matschie, 1893
- Philochortus phillipsi (Boulenger, 1898)
- Philochortus spinalis (Peters, 1874)
- Philochortus zolii Scortecci, 1934